# Dana (Gomponsom)
Pour les articles homonymes, voir Dana.
Dana est une localité située dans le département de Gomponsom de la province du Passoré dans la région Nord au Burkina Faso.

## Géographie
Dana se situe à 2,5 km au sud-ouest du centre de Gomponsom, le chef-lieu départemental, sur la route menant à Yako, distant de 12 km.

## Santé et éducation
Le centre de soins le plus proche de Dana est le centre de santé et de promotion sociale (CSPS) de Gomponsom tandis que le centre médical avec antenne chirurgicale (CMA) de la province se trouve à Yako.
Dana possède une école primaire publique de six classes.